# Petra Polnišová

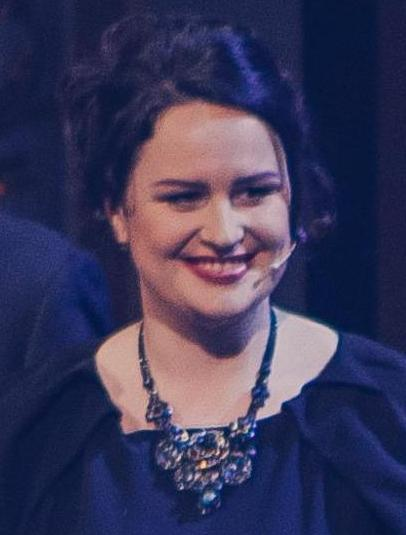
Petra Polnišová 2014

Petra Polnišová (*  24. Februar 1976 in Bratislava) ist eine  slowakische  Schauspielerin.

## Werdegang
Polnišová studierte Puppenspiel an der Hochschule für Musische Künste Bratislava (VŠMU). Danach arbeitete sie im Vereinigten Königreich, gefolgt von zwei Jahren in Mailand im Theater Teatro laboraotrio mangiafuoco. Als sie wieder zurück in die Slowakei kam, wurde sie eine der Schlüsselfiguren des GUnaGU-Theaters in Bratislava. Sie arbeitete auch im Studio L + S und auch mit den Theatern Nová scéna, Arena zusammen.
Polnišovás größte Erfolge waren S.O.S, Muzika, Ordniácia v Ružovej záhrade, Partička und Kredenc.

## Filmographie
- 2008: Muzika
- 2011: Hoď svišťom
- 2014: Kredenc
- 2015: Horná Dolná
- 2015: Der Mittsommerkranz (Svatojánský věneček)
- 2017: Cuky Luky Film
- 2017: Maria Theresia (Miniserie, 2 Folgen)